# جلم ماء كوري

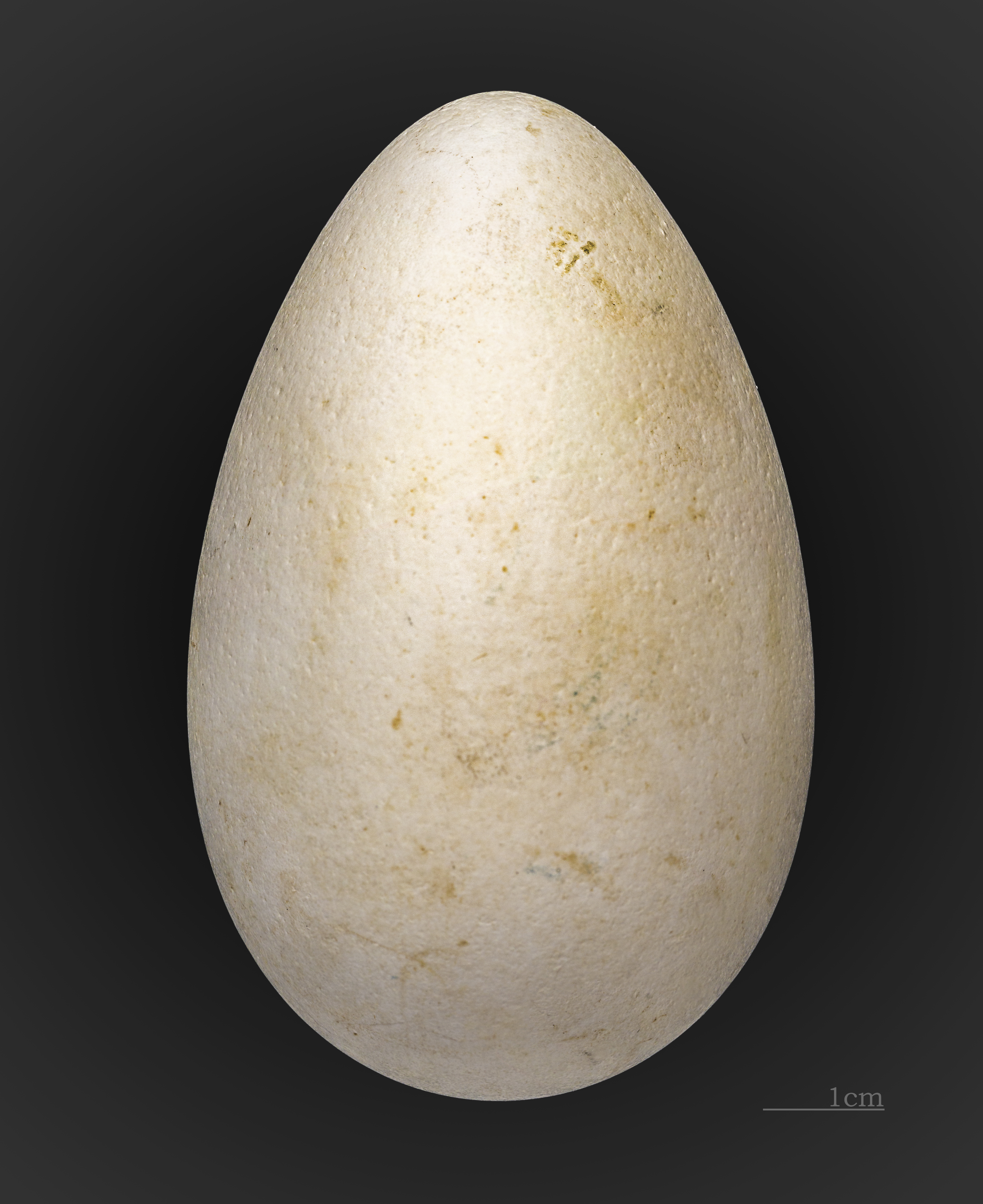
Calonectris borealis

جلم ماء كوري (الاسم العلمي: Calonectris  diomedea) (بالإنجليزية: Cory's  Shearwater)‏ هو طائر ينتمي إلى طيور بترل (فصيلة: Procellariidae).

## معرض صور

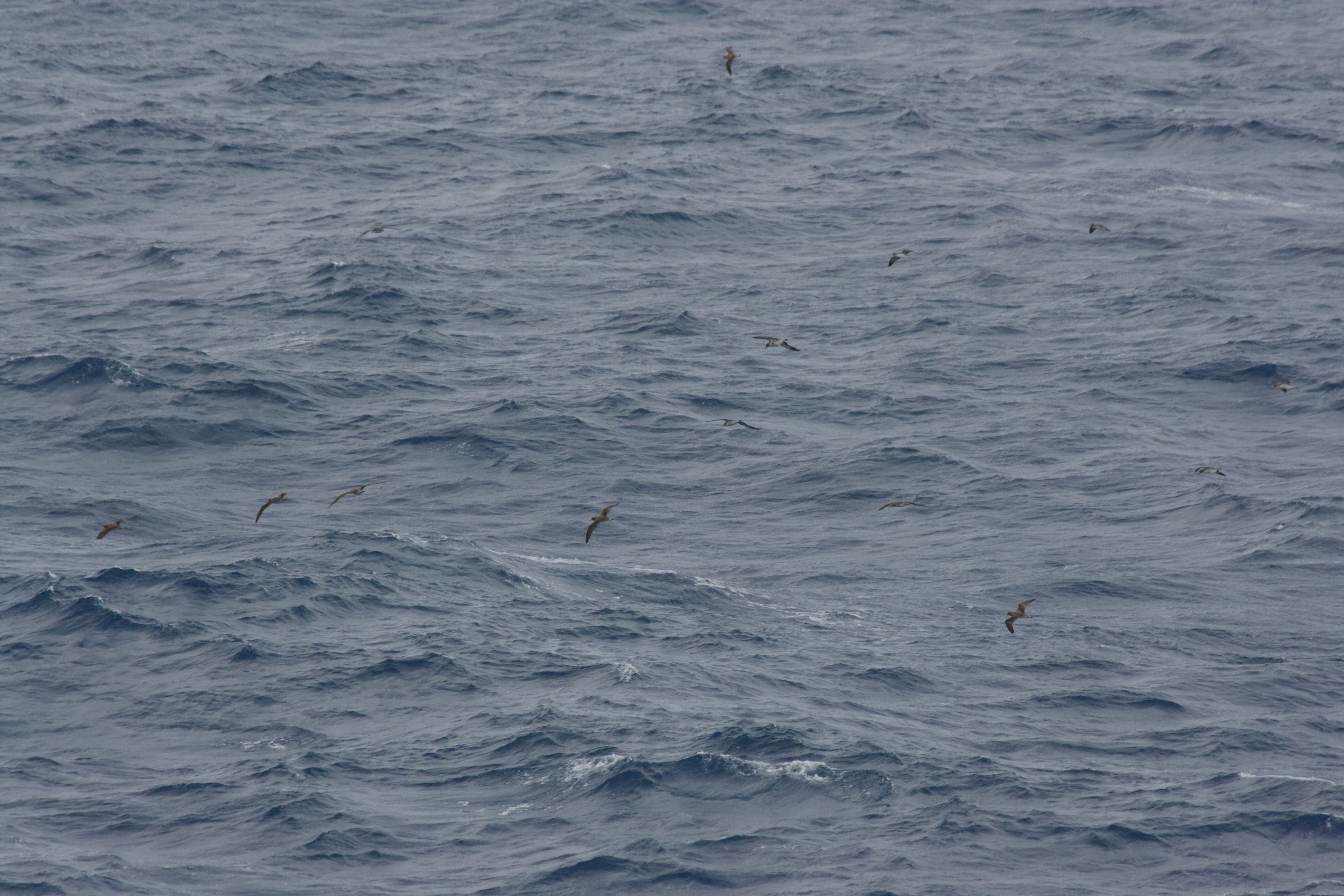
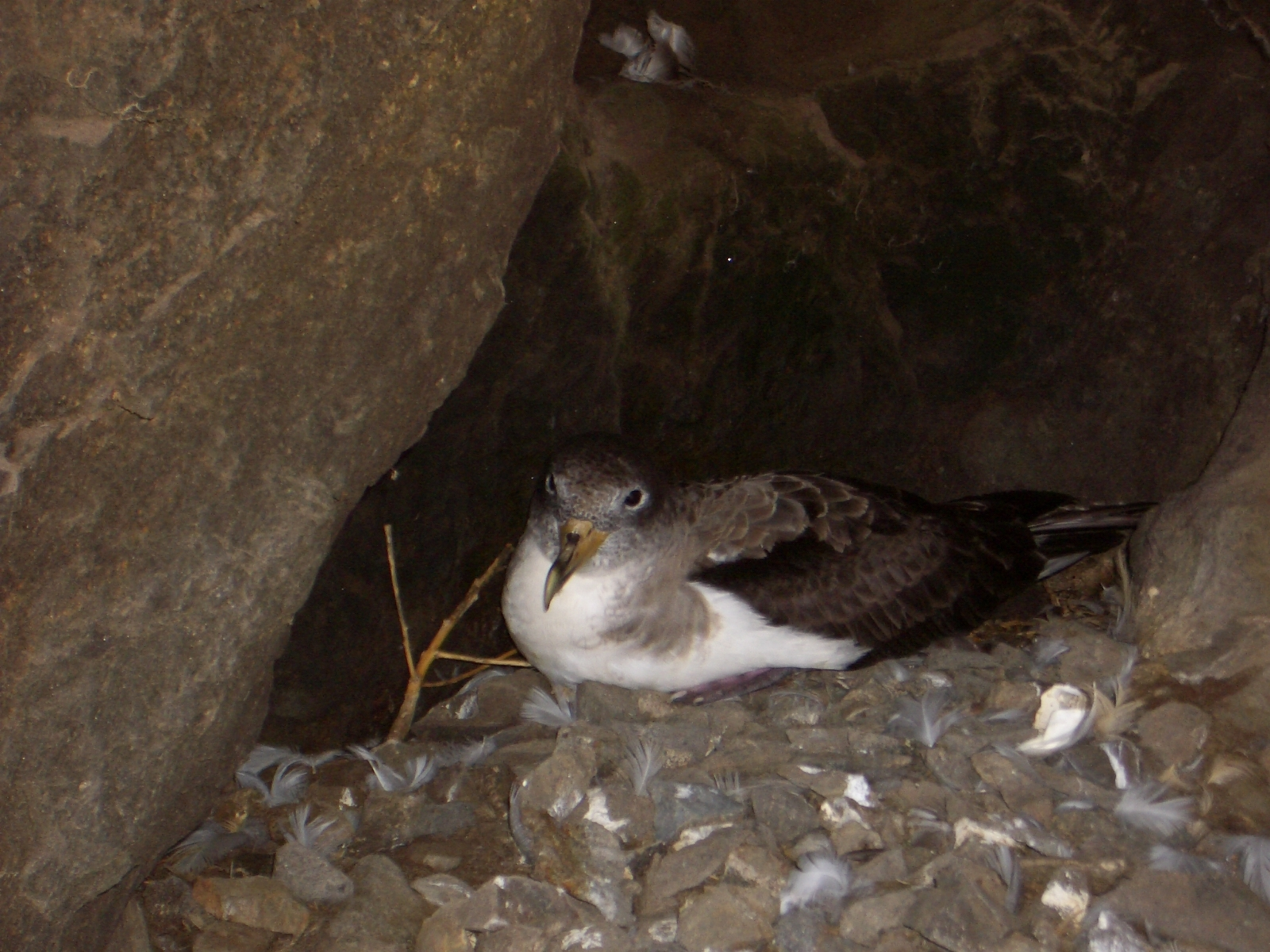
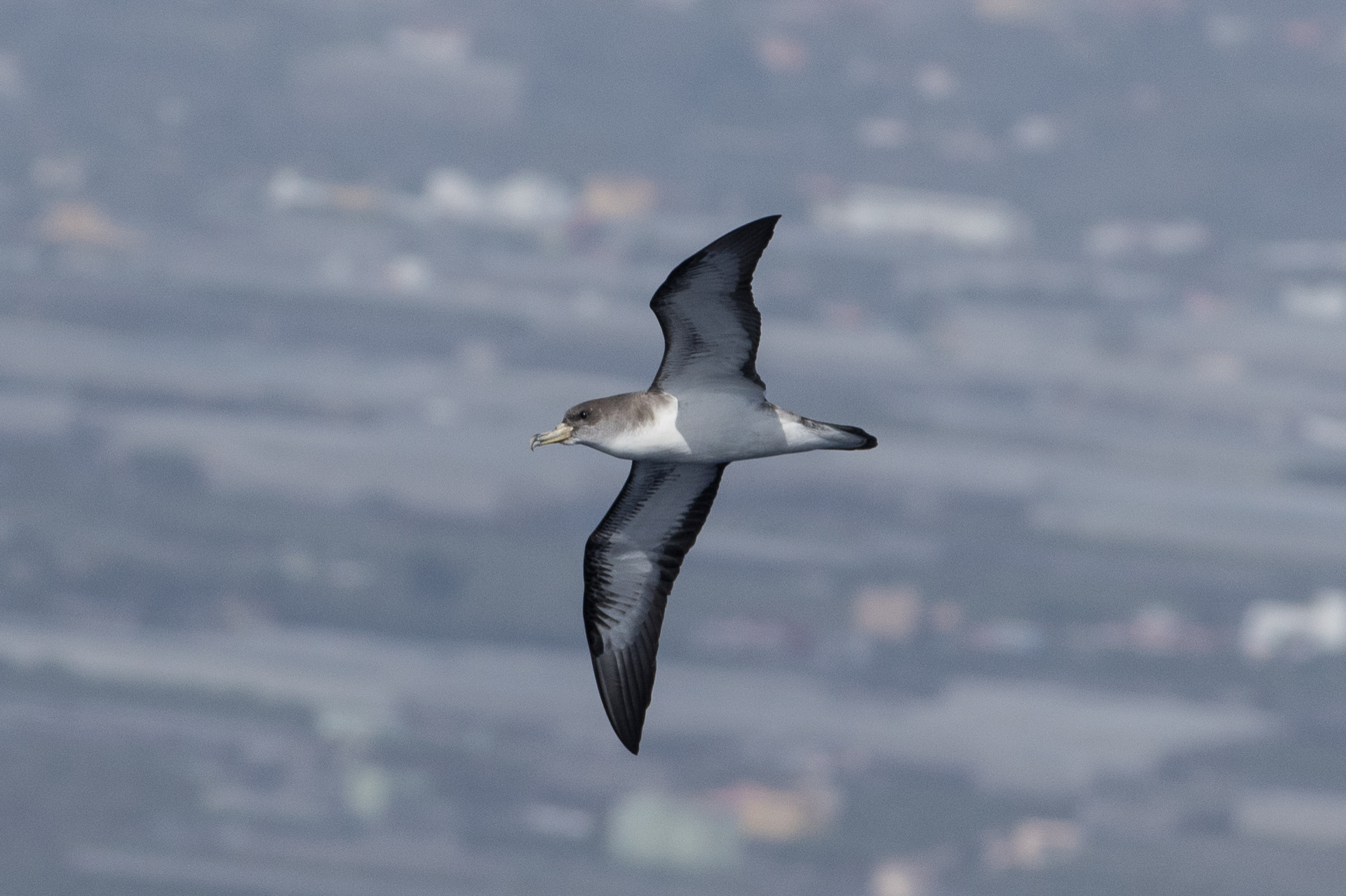